# 芝加哥兰柏四纲领

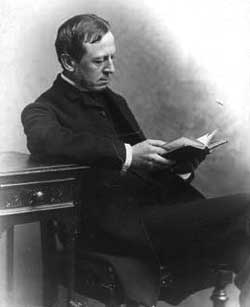
威廉·里德·亨廷顿的论文是四纲领的基础

芝加哥兰柏四纲领（英语：Chicago-Lambeth Quadrilateral）或兰柏四纲领（Lambeth Quadrilateral）、兰柏芝加哥四纲领（Lambeth-Chicago Quadrilateral）是关于基督教圣公宗宗教个性的四个要点的纲领。它经常被引用为概括了普世圣公宗教义的基本以及普世教会合一运动中用于与其他基督教教派讨论时的参考。这四点是：
- 1.圣经包含了所有救世必要的内容
- 2.信条（尤其是使徒信经和尼西亚信经）对基督教的信仰有了充分的陈述
- 3.应举行洗礼和圣餐的圣礼
- 4.符合当地情况的传统监督制

美国圣公会牧师威廉·里德·亨廷顿在1870年的论文中提到了这四点。亨廷顿希望通过提倡这四点，达到建立与罗马天主教和东正教“可能在神的祝福下重新统一的基础”。

## 美国圣公会主教议会的决议
这四点在1886年美国圣公会于芝加哥举行的主教议会上讨论通过。当时的决议按如下：
我们抗议宗的美利坚合众国圣公会的主教，作为神的教会的主教聚集在评议会，谨此向所有可能关心，尤其是那些在这片土地上在他们各自的领域为了基督教而奋斗的不同教派的基督徒们宣布：
1. 我们真诚地希望救世主的祷文“叫我們合而为一”这句话可以以其最真诚最深刻的方式迅速实现；
2. 我们相信凡是以圣子圣父圣灵名义受洗的人，都是神圣而大公的教会的成员；
3. 在所有的有关崇拜和纪律的模式的人类的选择和行为方面，本教会都本着爱与谦卑的精神，放弃对于自己的偏爱；
4. 本教会不会去企图吸收其他教派，而是在共同的信仰和秩序下于其他教派合作，防止分裂，治愈基督身體的伤口，并且廣傳愛德，即是基督恩典的首位和基督向世界可見的顯現。

但是进一步，我们在这里重申，基督教的团结只能通过所有基督教派回归到团结的原则下来实现，例如第一个时期的大公教會；这些原则我们相信是基督和他的使徒所承诺的直至末日为止的基督教的信仰和秩序的丰厚的沉淀和积累，因此，為了全人類平等而共同的利益而被按立為教會的管家和信託人，不可以妥協或放棄這些原則。
作为这个神圣的历史积淀的固有的一个部分，并且作为基督教世界分裂的部门再团结的必要成分，我们认为：
1. 圣经的旧约和新约是神的话语。
2. 尼西亚信经可作为基督教信仰充分的陈述。
3. 两项圣礼——洗礼和圣餐——应始终如一地以耶稣的起始禱詞和他所定下的仪式举行。
4. 历史上的监督制，通过管理机构的不同方法适应于被神呼召加入上帝团结教会的各个国家和人民的需求。

另外，因教会的分裂而悲痛的我们特此声明我们的愿望和准备，若有任何对这一声明的官方回应，我们会与任何基督教派进入如兄弟般的会议中，探讨恢复基督教有机统一的方法，并且讨论在什么情况下这般无价的祝福可能被愉快的通过。

## 兰柏会议的决议
1888年第三届兰柏会议通过了第11条决议。这是两年前芝加哥通过的决议的缩小版本，它更接近于亨廷顿原来的文字。决议如下：
本次会议的意见为，以下文字可以作为可能在神的祝福下重新统一的基础：
(a)圣经的旧约和新约作为“包含了所有救世必要的内容”，也作为信仰的规则和最终标准。
(b)使徒信经作为洗礼的标记；尼西亚信经对基督教的信仰有了充分的陈述。
(c)基督本人定下的两项圣礼——洗礼和圣餐——应始终如一地以起始禱詞和耶稣本人定下的仪式举行。
(d)历史上的监督制，通过管理机构的不同方法适应于被神呼召加入上帝团结教会的各个国家和人民的需求。

## 四纲领的意义

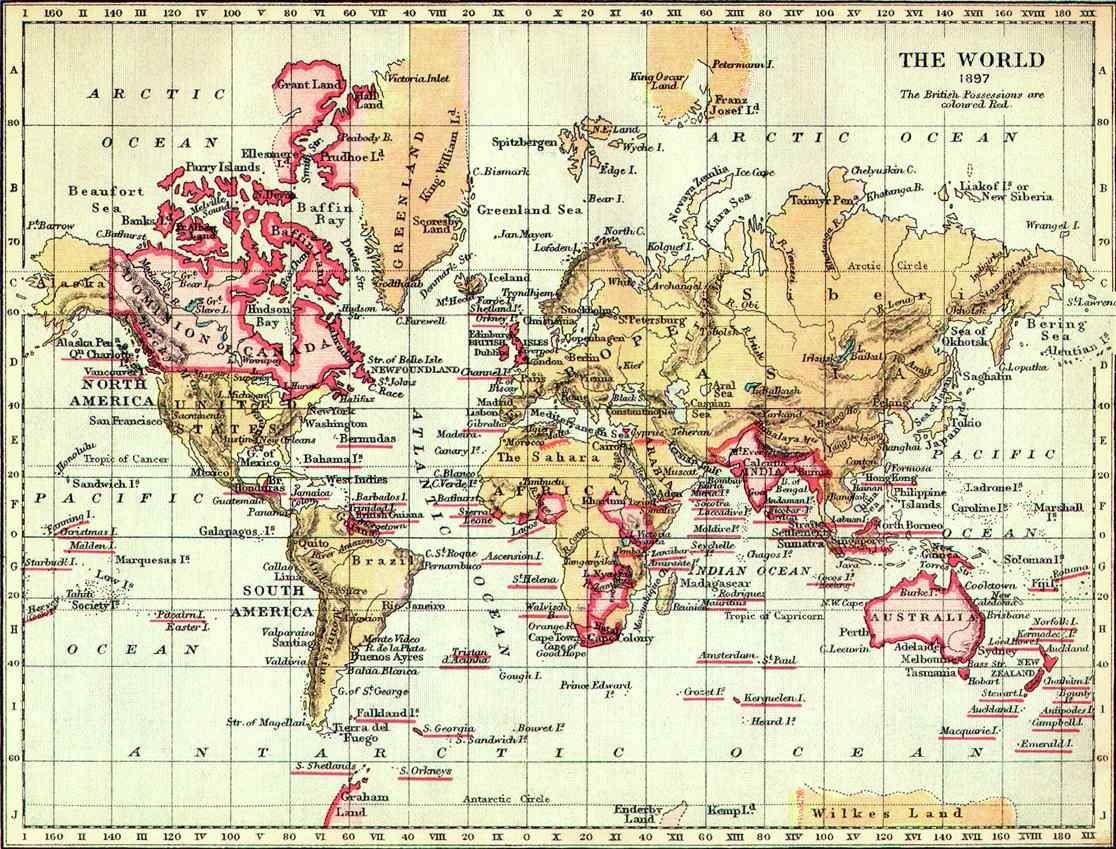
圣公会随着大英帝国的版图扩张而快速传播

自兰柏会议上通过了四纲领之后，它对圣公宗的特性产生了很大影响。这项决议产生于圣公会在大英帝国殖民地上快速传播的时期。它提供了一个共同的社会思潮，事后证实对于殖民地教会十分重要，因为当时教会正在从由地方规模演变成国家规模地、受英国文化和价值观影响。当时它也被激烈辩论，特别是关于第三点和第四点。
第一点，关于圣公会称为“经典的充分性”，是从三十九条纲领中第六条借用的语言，以16世纪以来圣公会有关圣经的注释和解释学为基础。因此它在书面上被广泛接受。第二点描述了古代以来天主教信仰的必要条件（sine qua non），并且得到了广泛的默认。在一定程度上他一直都饱受争议，争议主要集中在这些部分在寻求扩张信仰的陈述，以包含其他的陈述。因为很多圣公会礼仪被不当限制，第三点也受到争议。很多英国国教高派教会教徒主张其他的五种圣礼也应该被包括在圣公会必要的元素中。最受争议的是第四点，很多人认为可以挑战圣公会的使徒继承传统。

## 普世教会合一运动对话中的四纲领
芝加哥兰柏四纲领对于普世教会合一运动也十分重要。它尤其对于圣公会和罗马天主教会之间的对话以及某些教省和信义宗之间的对话帮助很大。
罗马教皇良十三世发表了名为《宗座操心書信》的教皇诏书，宣称所有圣公会主教“绝对完全无效”。这被认为是罗马天主教对于四纲领在普世教会合一运动的努力的最初的回应。
然而四纲领也变成了一个绊脚石，如同加拿大圣公会和加拿大聯合教會之間的對話，以及英国国教会和英国循道公会之間的對話，他們的分裂很大程度上都是因为监督制的问题。